# Житије Светог Саве од Доментијана
Житије Светог Саве од Доментијана је житије првог српског архиепископа Светог Саве (умро 1236. године), које је средином 13. века написао његов ученик, хиландарски монах Доментијан. Настало је недуго након Савине смрти и преноса његових моштију из Трнова у Милешеву, у време када су Савини ученици и савременици још увек били у животу и сматра се једним од најзначајнијих хагиографских дела у српској средњовековној књижевности. Прво издање дела приредио је 1865. године Ђура Даничић. Свеобухватну студију о генези Доментијановог дела објавила је 2003. године Љиљана Јухас-Георгиевска.
Поред Доментијановог Житија Светог Саве постоје и друга житија истог светитеља:
- Пролошко житије Светог Саве, које је непосредно након Свине смрти саставио непознати аутор.[9]
- Житије Светог Саве од Теодосија, које је путем прераде и дораде Доментијановог дела саставио монах Теодосије Хиландарац.[10][11][12]

## Рукописи
Изворни рукопис (аутограф) Доментијановог Житија Светог Саве није сачуван, а најстарији сачувани преписи потичу тек из 15. века. Међу најважније спадају: препис из прве половине 15. века који се чува у Националној библиотеци Русије у Петрограду, препис са краја 15. века који се чува у Народном музеју у Прагу, препис из 16. века који се чува у Црквено-историјском и архивском институту у Софији и препис са почетка 17. века који се чува у Националној библиотеци у Бечу, а према којем је приређено Даничићево издање из 1865. године.

## Погрешне атрибуције
У периоду између 1794. и 1860. године, у црквеним и стручним круговима постојале су извесне забуне по питању атрибуције ауторства, услед чега су под Доментијановим именом објавивана дела која су настајала на основу Тедодсијевог Житија Светог Саве. Први превид је начинио Кирило Живковић, који је 1794. године у Бечу приредио скраћено и прерађено хагиографско издање, под насловом: Житїе Свѧтыхъ Сербскихъ Просвѣтителей Сѵмеѡна и Саввы (Житије Светих Српских Просветитеља Симеона и Саве). Дело је објавио у две верзије, дужој и краћој, а обе је представио као дело Доментијана, иако су објављени текстови настали прерадом Теодосијевог Житија Светог Саве, што је потом довело до разних превида не само у тадашњој црквеној, већ и у стручној јавности, а Живковићево издање је 1858. године у Паризу објављено и у француском преводу, поново као дело Доментијана, што је довело до додатних забуна. Спорна питања која се односе на генезу Живковићевог издања накнадно су разрешили Димитрије Руварац, Никола Радојчић и Владимир Ћоровић.
Сличан превид је потом начинио и Ђура Даничић, који је 1860. године под Доментијановим именом објавио изворно Теоодсијево Житије Светог Саве, али је убрзо увидео грешку, након чега је 1865. године приредио и издање изворног Доментијановог Житија Светог Саве.